# Rafael Horzon

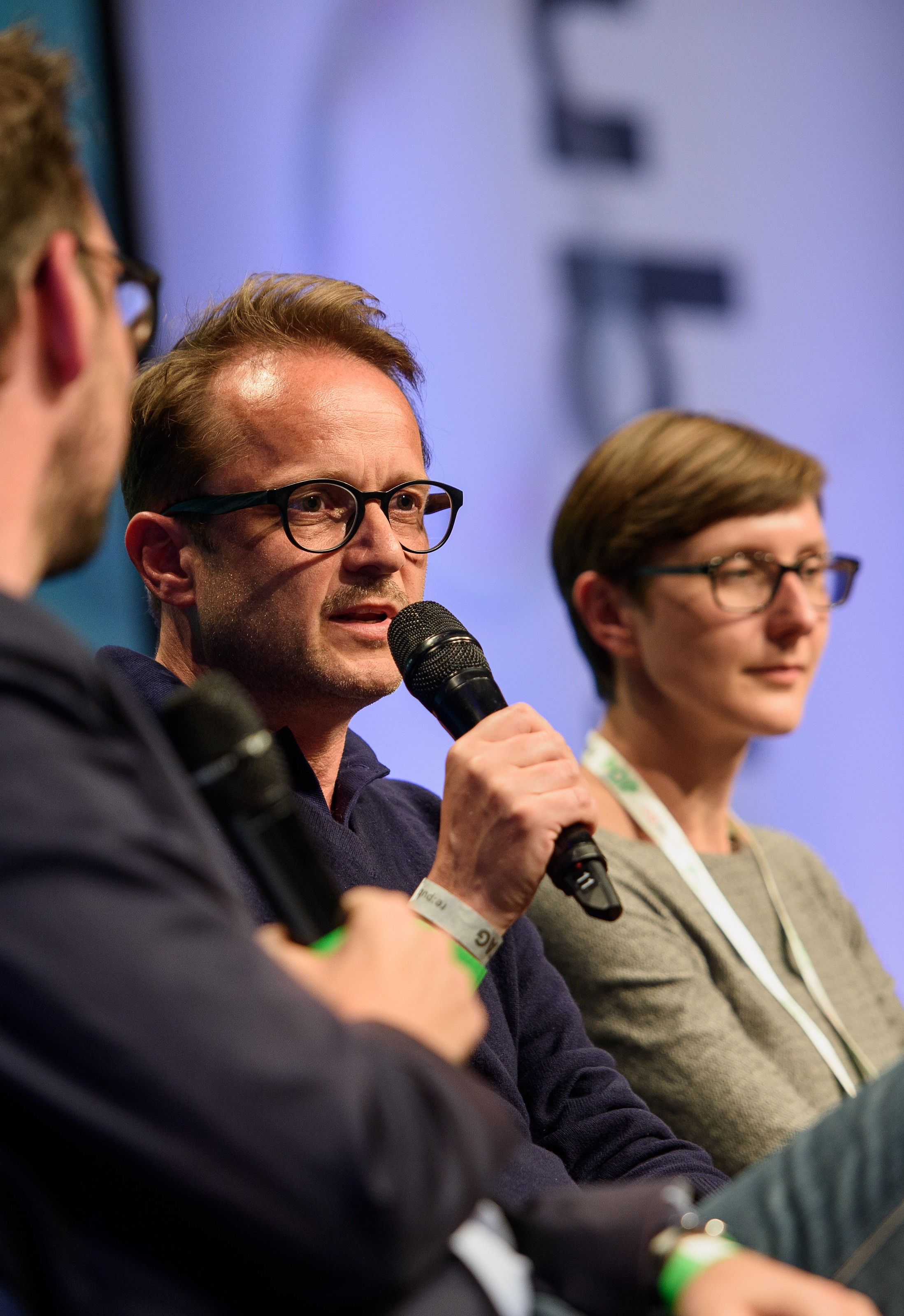
Rafael Horzon (2018)

Rafael Horzon (* 2. Dezember 1968, nach anderen Angaben 1970 in Hamburg; bürgerlich: Rafael Emanuel Gothe) ist ein deutscher Unternehmer, Autor und Designer. Seine Arbeit war Gegenstand von Literatur-, Kunst- und Kulturwissenschaft sowie Kunstkritik, Feuilleton und Wirtschaftsjournalismus. Er selbst lehnt die Bezeichnung als Künstler und Schriftsteller ab.

## Leben
Horzon wurde als Sohn eines Architekten in Hamburg geboren. Er studierte Philosophie, Latein, Physik und Komparatistik ohne Abschluss in Paris, München und Berlin. 1995 absolvierte er eine Ausbildung als Paketfahrer der Deutschen Post. Horzon betreibt zwei Geschäfte auf der Berliner Torstraße: Moebel Horzon und ein weiteres Geschäft mit wechselnder Leuchtreklame. Seit 2002 hat er drei Bücher veröffentlicht und zahlreiche Projekte initiiert. Horzon lebt mit seiner Familie in Berlin.

## Unternehmen und Projekte

### Galerie Berlintokyo(1996–1997)
Nach einer Japanreise im Jahr 1994 war Horzon 1996 Mitbegründer der galerie berlintokyo im Keller eines Hinterhofs in der Rosenthaler Straße in Berlin-Mitte. Dort wurden Werke angeblich unbekannter japanischer Künstler ausgestellt, die in Wirklichkeit nicht existierten. Als die Galerie von Catherine David zur documenta X nach Kassel eingeladen wurde, stieg er aus dem Projekt aus.

### Wissenschaftsakademie Berlin(1997–2007)
1997 gründete er die Wissenschaftsakademie Berlin. Per Brief schickte er Fusionsangebote an Berliner Universitäten und Forschungseinrichtungen, die jedoch von diesen ignoriert wurden. Als Präsident sollte nach der jeweiligen Fusion Horzon fungieren, als Fachbereichsbeauftragte unter anderem Christian Kracht, Christian von Borries, Inke Arns, und Holm Friebe. In der Akademie fanden unter anderem Vorträge von Kracht, Niklas Maak, Hans-Ulrich Obrist und Mateo Kries statt. Verliehen wurden Diplome mit der Angabe, sie seien an jeder deutschen Hochschule gültig. In Abwandlung des Ausspruchs „Jeder Mensch ist ein Künstler“ von Joseph Beuys lautete das Motto der Akademie „Jeder Mensch ist ein Wissenschaftler“. Nach zehn Jahren beendete die Akademie ihr Angebot.

### Moebel Horzon(seit 1999)

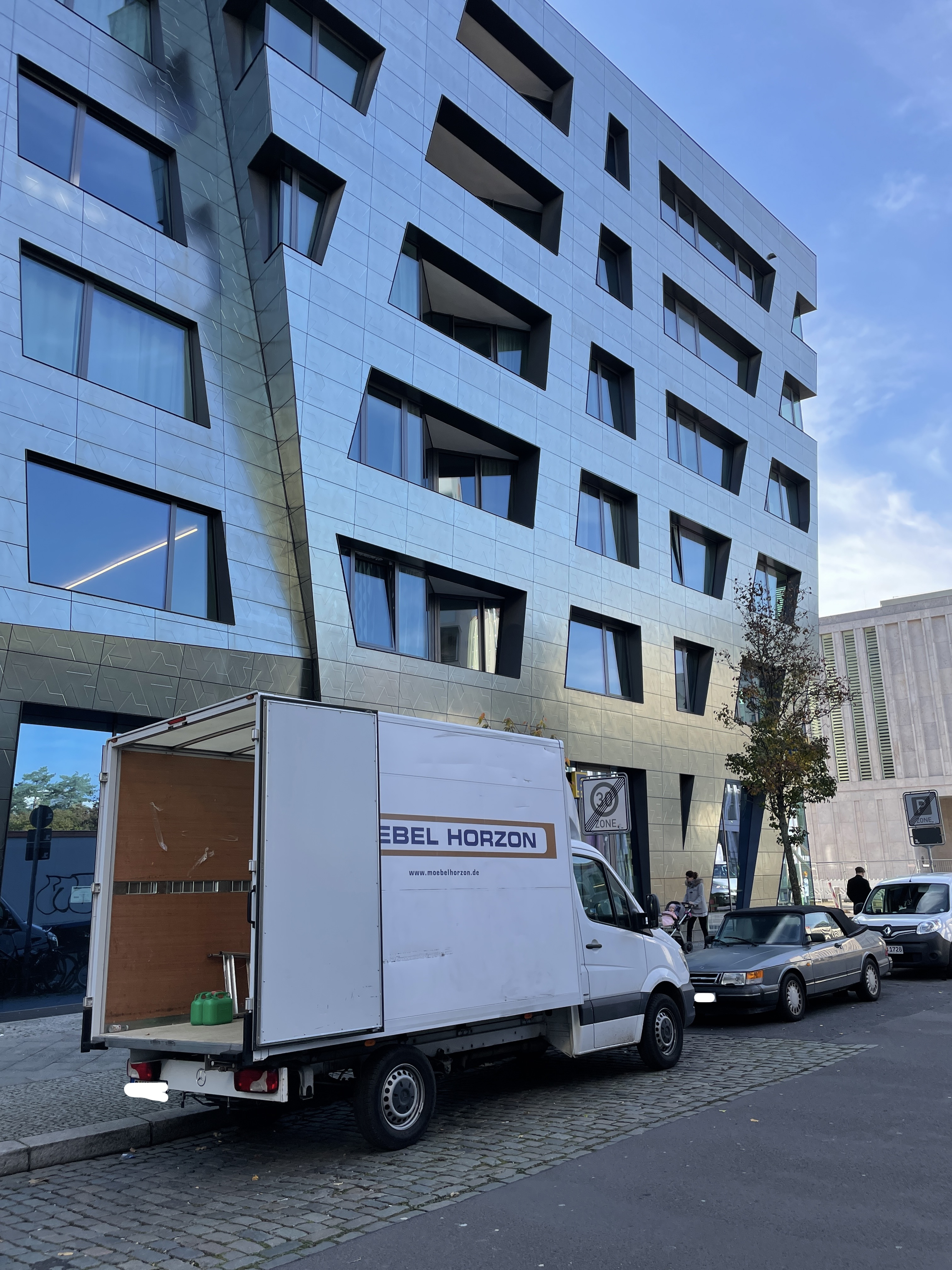
Möbeltransporter vor dem „Sapphire“-Haus von Daniel Libeskind in der Berliner Schwartzkopffstraße (2021)

1999 gründete er auf der Berliner Torstraße das Geschäft Moebel Horzon. Zur Eröffnung fand ein Happening statt, bei dem Gäste Bretter von Ikea-Regalen mitbringen und zersägen lassen konnten. Sie bekamen dafür ein von Horzon designtes Regal. Das Motto der Aktion lautete „Umtausch + Zersägung = Zufriedenheit“. Horzon beschäftigt nach eigenen Angaben 15 bis 20 Mitarbeiter, die Regale in einer Werkstatt in der Prinzenallee in Berlin-Wedding montieren. Zum Umsatz macht er keine Angaben. Bei der Auslieferung halfen unter anderem der Schriftsteller Christian Kracht und der Blogger Carl Jakob Haupt, den Horzon als „Verkaufschef“ bezeichnete. In Wolfgang Herrndorfs Debütroman In Plüschgewittern (2002), der in Berlin-Mitte spielt, ist von einem „ironischen Möbelgeschäft“ die Rede, das auf Moebel Horzon anspielt. Der amerikanische Schriftsteller Bret Easton Ellis ließ sich ein Regal in die USA liefern. 2010 stattete Horzon den Edition-Suhrkamp-Laden in der Berliner Linienstraße mit Regalen aus. 2018 kaufte das Vitra Design Museum vier Möbelstücke für seine Sammlung an: den Stuhl 01, bestehend aus vier identischen quadratischen Platten, den 2007 entworfenen Stabstuhl 24, der aus 24 gleichen Holzstäben besteht, das erste 1999 von Horzon selbst montierte Exemplar des Universalregals Modern sowie das 2003 mit Michael Obladen entwickelte Fertighaus Hausbau. 2020 wurden Schaufenster während der Proteste gegen die Räumung des besetzten Hauses in der Friedrichshainer Liebigstraße 34 beschädigt.

### Weitere Projekte

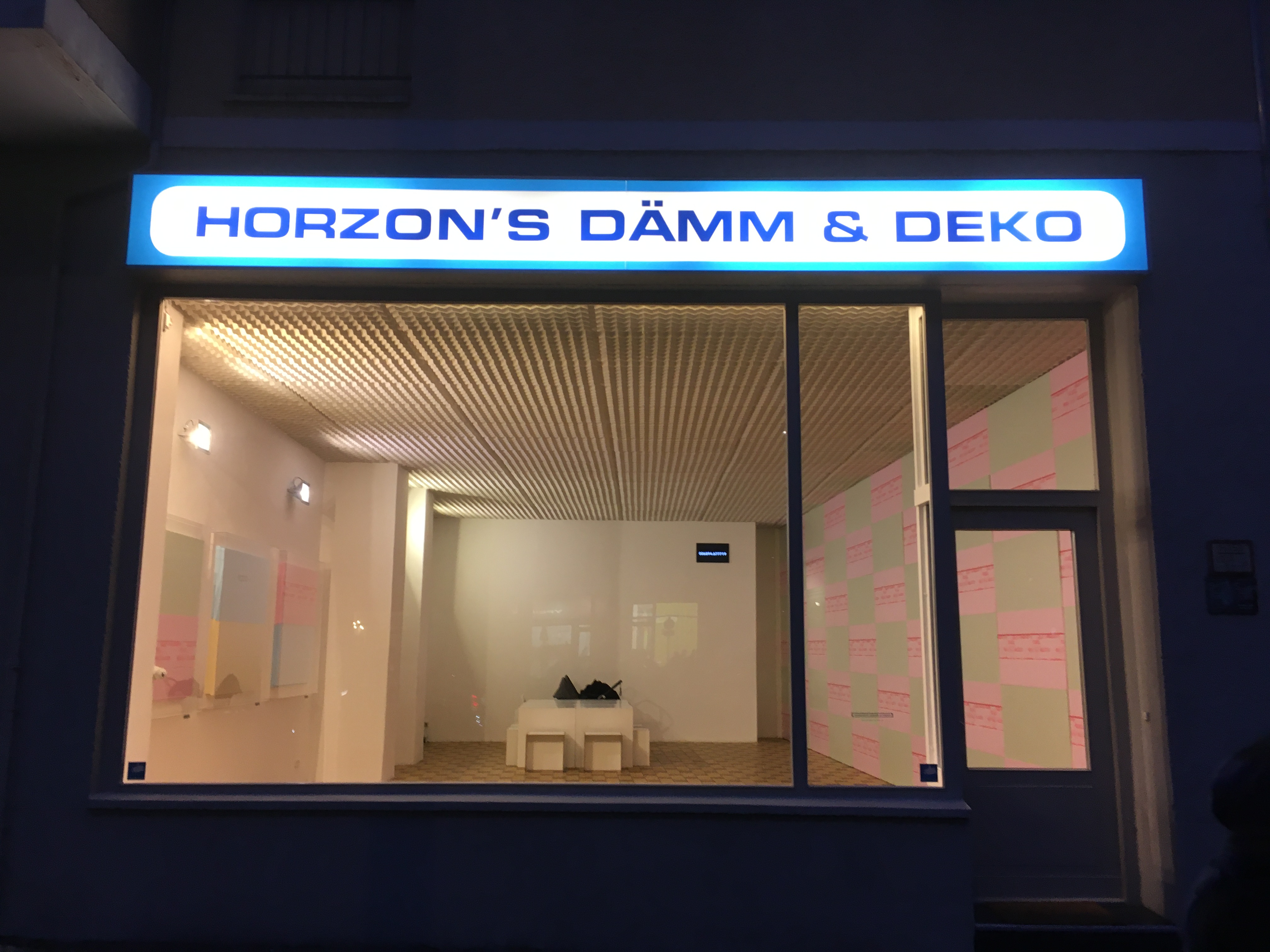
Horzons zweites Geschäft auf der Berliner Torstraße mit „Dämm & Deko“ Leuchtreklame

Horzon initiierte zahlreiche weitere Projekte, die er als Unternehmen bezeichnet und unter dem als „Unternehmensgruppe“ bezeichneten Label modocom zusammenfasst: das Modelabel Gelée Royale, die Kindermöbelreihe Klik & stek, die Partnertrennungsagentur Separitas, ein Fachgeschäft für Apfelkuchenhandel, Horzon’s Dämm & Deko, Horzon’s Spülen-Sparadies, Wandekor, Belfas, Sach und Fach Buchhandlung. Die meisten seiner Geschäfte bieten jeweils nur ein Produkt an. Horzon bezeichnet die Strategie als „monopragmatisch“.
Mit dem Projekt Redesigndeutschland plante Horzon die konsequente Einführung des Dezimalsystems in Deutschland sowie einer vereinfachten Grammatik des Deutschen, in der Goethes Faust unter dem Titel Redefaust umgeschrieben werden sollte. Unter dem Namen „Ludwig Amadeus Horzon“ veröffentlichte Horzon 2012 zusammen mit der Sängerin Peaches die Single Me, My Shelf and I. 2013 trat er zusammen mit dem Piloten Mathias Rust in Zürich auf Einladung von Stephan Trüby auf und gab bekannt, zusammen mit ihm eine Flugschule eröffnen zu wollen. Da Rust nach seiner Landung auf dem Roten Platz 1987 lebenslanges Flugverbot hat, gab Horzon an, einen Pilotenschein machen zu wollen.
Seit 2014 bietet Horzon sogenannte „Wanddekorationsobjekte“ an. Sie beruhen auf den „Wanddekor“-Objekten, schwarze und weiße Quadrate, die 2002 zum Preis von 50 Euro angeboten wurden. Die Frankfurter Allgemeine Zeitung verglich sie mit den Streifenbildern von Anselm Reyle. Horzon stellte sie auf einer Dekorationsmesse in Aserbaidschan aus.
Seit 2022 bietet Horzon sogenannte „Raumdekorationsobjekte“ an, die an Möbel erinnern, jedoch keine Funktion haben. Das im Dezember vorgestellte „Raumdekorationsobjekt 001“ kostet laut Horzon „mehrere Tausend Euro inklusive Sockel und Plakette“.

### Deutsches Design Museum
2011 schlug er dem Berliner Baustadtrat Ephraim Gothe vor, an der Stelle des abgerissenen Palasts der Republik statt dem Stadtschloss eine Glasblase mit 500 Metern Durchmesser zu errichten und darin ein „Deutsches Design Museum“ einzurichten (nicht zu verwechseln mit der Frankfurter Stiftung Deutsches Design Museum). Gothe griff den Vorschlag öffentlich auf. 2016 gab Horzon gegenüber der Frankfurter Allgemeinen Zeitung an, anstelle des Stadtschlosses einen „Horzon-Tower“ mit 3500 Stockwerken errichten zu wollen. Das Gebäude solle in Form eines Marmorquaders errichtet werden und ein Museum sowie Horzons eigenes Mausoleum beherbergen. Der Bau erfordere eine erneute Sprengung des Schlosses, das 1950 auf Anordnung der SED gesprengt und in den 2010er Jahren als Stätte des Humboldt Forums wiederaufgebaut worden war. Im Dezember 2024 eröffnete Horzon das Deutsche Design Museum in der Charlottenburger Uhlandstraße, das nur eigene Werke zeigt.

## Werk als Autor

### Publizistik und Theater
Um die Jahrtausendwende hatte Horzon eine monatliche Kolumne im Magazin DeBug, die er mit seinem Namen und der Angabe verschiedener Städte unterschrieb. Er schrieb ab 2004 für die im Springer-Verlag erscheinende Literaturzeitschrift Der Freund unter anderem über einen Schwingschleifer der Firma Metabo. Zusammen mit Christian Kracht schrieb er 2005 drei identische Briefe an Wim Wenders, Björk und Jonathan Meese, in denen die beiden ihre Bewunderung bekunden und angeben, den Schreiben 1000 Euro beigelegt zu haben. Sie wurden in der Frankfurter Allgemeinen Zeitung abgedruckt. 2006 schrieb er zusammen mit Kracht das Stück Hubbard. Der Titel spielt auf den Scientology-Gründer L. Ron Hubbard an. Die Uraufführung am Hamburger Thalia Theater kam nicht zustande, da es sich unter anderem aufgrund einer Regieanweisung, einhundert brennende Ziegen über die Bühne zu jagen, nicht aufführen ließ. Horzon schrieb verschiedene Texte über Künstler, darunter Gregor Hildebrandt und Anselm Reyle.

### Bücher

#### Der dritte Weg(2002)
2002 veröffentlichte Horzon das Buch Der Dritte Weg, das er als Unternehmensratgeber bezeichnet. Darin werden zwei angeblich vorangegangene Bücher zitiert: Modern sein. Fit im Kopf ins 3. Jahrtausend sowie Modern sein. Fit im Kopf ins 3. Jahrtausend. Vol. 2. Zum Verbleib der Bücher macht Horzon widersprüchliche Angaben: Entweder wurden alle Exemplare bei einer Kellerüberflutung vernichtet oder „die gesamte Restauflage“, abgesehen von acht verkauften Exemplaren, eigenhändig weggeworfen.

#### Das weisse Buch(2010)
2010 veröffentlichte er Das weisse Buch bei Suhrkamp Nova. Der Titel spielt nach eigenen Angaben auf das Weiße Album der Beatles, auf Muammar al-Gaddafis Grünes Buch sowie auf Mao Zedongs Rotes Buch an. Das Buch enthält einen Bildteil, in dem unter anderem Kracht, Woodard und Schriftsteller Rainald Goetz abgebildet sind. Horzon stellte das Buch in der Kantine am Berghain mit einer Lesung des Schauspielers Marc Hosemann vor. Die Boulevardzeitung B.Z. berichtete über die Veranstaltung mit einem Bild mit Horzon und der Schriftstellerin Helene Hegemann unter der Überschrift „Die Plagiatorin und der Münchhausen“. Die Überschrift spielte auf Plagiatsvorwürfe gegen Hegemanns im gleichen Jahr erschienenes Buch Axolotl Roadkill an. Gegenüber Robin Meyer-Lucht gab Horzon auf dessen Blog Carta an, Hegemann habe sein Buch für ihn als Ghostwriterin geschrieben. In einem Zeit-Porträt von Hegemanns späterer Lebensgefährtin Andrea Hanna Hünniger gab Horzon an, Hegemann sei sein Au-Pair-Mädchen. Das weisse Buch wurde ins Französische, Italienische, Niederländische und Serbische übersetzt. Eine englische Übersetzung erschien 2021 ebenfalls bei Suhrkamp Nova.

#### Das neue Buch(2020)
Im Oktober 2020 erschien sein Buch Das neue Buch bei Suhrkamp Nova. Es ist dem 2019 verstorbenen Blogger Carl Jakob Haupt gewidmet. Das Buch ist im Gegensatz zum Weißen Buch nicht in der ersten Person, sondern in der dritten Person erzählt. Die Figuren tragen Namen realer Personen, unter anderem treten Haupt, Gregor Hildebrandt und Timon Karl Kaleyta auf.

## Rezeption

### Bezeichnung als Künstler und Schriftsteller
Horzon lehnt die Bezeichnung als Künstler und Schriftsteller ab. Er wurde von Medien und wissenschaftlichen Aufsätzen als „Künstler-Unternehmer“, „Lebenskünstler“ oder „Konzeptkünstler“ bezeichnet. Seine Bücher und Projekte sind Gegenstand mehrerer literatur- und kulturwissenschaftlicher Werke, darunter verschiedene Studien und Handbücher über Popliteratur.
Sein Buch Das weisse Buch bezeichnet Horzon als Sachbuch bzw. als Autobiografie. Von Kritik und Literaturwissenschaft wurde es dagegen als autofiktionales Werk, Roman bzw. als Schelmenroman bezeichnet. In Das weisse Buch formuliert Horzon am Beispiel seines Möbelgeschäfts seine Strategie:

„[E]s gibt ja nun keine objektiven Kriterien dafür, was Kunst ist und was nicht. Und deshalb ist natürlich alles, was ein Mensch zu Kunst erklärt, auch tatsächlich Kunst. Aber genauso gut ist alles, was ein Mensch nicht zu Kunst erklärt, keine Kunst. Und wenn ich diesen Möbelladen nun nicht zu Kunst erkläre, sondern zu einem Möbelladen, dann ist er natürlich auch keine Kunst, sondern ein Möbelladen.“

Eine ähnliche Formulierung verwendete Horzon für seine „Wanddekorationsobjekte“. Der Galerist Johann König hatte zwei von ihnen erworben und in einem Artikel in der Welt erklärt, Horzon meine, er sei kein Künstler, obwohl er einer sei.
Anlässlich einer Lesung von Das weisse Buch mit Marc Hosemann in der Philologischen Bibliothek der Freien Universität Berlin kündigte Horzon an, sich fortan aus dem Literaturbetrieb zurückziehen zu wollen. 2012 unterschrieb Horzon gemeinsam mit anderen Schriftstellern wie Elfriede Jelinek und Daniel Kehlmann einen Offenen Brief an den Spiegel, nachdem dessen Kritiker Georg Diez dem Roman Imperium (2012) des befreundeten Autors Kracht rechte Tendenzen vorgeworfen hatte. Äußerungen von literarischen Erzählern und Figuren dürften nicht dem Autor zugeschrieben und dann als Beweis einer gefährlichen politischen Haltung gewertet werden. 2018 hielt er auf Einladung von Eckhard Schumacher eine „Poetik-Vorlesung“ an der Universität Greifswald.

### Kunstkritische und -theoretische Rezeption
Der Kunstwissenschaftler Wolfgang Ullrich sieht in Horzons Strategie eine Zuspitzung der Postmoderne. Nach einer Vorlesung des poststrukturalistischen französischen Philosophen Jacques Derrida, die Das weisse Buch beschreibt, sei Horzon klargeworden, dass alles genauso gut etwas ganz Anderes sein könne, zum Beispiel „eine Ziege ein Bademeister“. Es „steckte nicht in den Dingen selbst“, wie sie definiert würden. Im Feuilleton-Blog Der Umblätterer wurde die Strategie als Antwort auf Arthur C. Dantos Kunsttheorie rezipiert. Danto hatte sie am Beispiel der Brillo Boxes von Andy Warhol formuliert. Der Kunstkritiker Peter Richter deutet Horzons Strategie als Umkehrung des Readymade von Marcel Duchamp, der Alltagsgegenstände wie Fahrrad-Räder und Pissoirs zu Kunst erklärte. Richter beschreibt das Verhältnis von Horzons Arbeit zu seiner Rezeption wie folgt:

„[U]m in Rafael Horzon eben den wunderbar anregenden und immer wieder überraschend präzisen Konzeptkünstler zu sehen, der er nun einmal nicht sein will, muss man ihm schon auch zubilligen, dass er es wirklich nicht ist.“

### Angeblicher Rechtsstreit mit Wikimedia 2019
2019 setzte sich Horzon nach eigenen Angaben juristisch dagegen zur Wehr, von der deutschsprachigen Wikipedia als Künstler und Schriftsteller bezeichnet zu werden. Er beauftragte einen Anwalt mit einer Unterlassungsaufforderung und gab anschließend an, „einen Prozess gegen Wikipedia“ gewonnen zu haben. In einem Interview mit Deutschlandfunk Kultur bezeichnete er es als „geschäftsschädigend“, wenn er als Künstler bezeichnet werde, da er mit dieser Bezeichnung als Unternehmer weniger ernst genommen werde. Sein Buch Das weisse Buch sei eine Autobiografie, er selbst sei Sachbuchautor. Horzon beschreibt die Auseinandersetzung mit Wikipedia in Das neue Buch (2020). Darin liest Horzon Amédée Till einen Brief seiner Anwältin vor:

„Wie Ihnen bereits durch diverse Vorkorrespondenz bekannt ist, wehrt sich unser Mandant insbesondere gegen die Bezeichnung als Künstler. Weder erfüllt unser Mandant die Voraussetzungen eines Künstlers, noch betrachtet er sich selbst als ein solcher. […] Auch als Schriftsteller ist unser Mandant nicht tätig, sondern als Autor von Sachbüchern sowie seiner Autobiografie. Fiktionale Bücher hat unser Mandant nie verfasst, so dass die Bezeichnung Schriftsteller auf ihn keine Anwendung finden kann. Als Verfasser von Sachbüchern und damit von Fakten und Wissen ist er vielmehr als Autor zu bezeichnen, um auch hier eine deutliche Abgrenzung von künstlerischen Werken klar darzustellen. Eine Autobiografie fällt nicht unter den Begriff der Belletristik, sondern stellt vielmehr ebenfalls ein Sachbuch dar. Dies wurde bereits gerichtlich klar entschieden. Daher kann unser Mandant nicht als Schriftsteller betrachtet werden. Bei der Verwendung dieses Begriffs handelt es sich vielmehr um eine Falschbezeichnung, die von unserem Mandanten nicht hinzunehmen ist. […] Unser Mandant hat sich selbst zu keinem Zeitpunkt als Künstler bezeichnet, ebenso nicht die von ihm hergestellten Gegenstände als Kunst oder Kunstwerk. Auch wurden seine Gegenstände nie in Galerien oder Ausstellungen als Kunst dargestellt. […] Namens und in Vollmacht unseres Mandanten haben wir Sie daher aufzufordern, es zu unterlassen, wörtlich oder sinngemäss zu verbreiten und / oder verbreiten zu lassen, dass unser Mandant ein Künstler sei und / oder er künstlerisch tätig ist. Sie werden zudem aufgefordert, es zu unterlassen, wörtlich oder sinngemäss zu verbreiten und / oder verbreiten zu lassen, dass unser Mandant ein Schriftsteller sei und / oder er als solcher tätig ist.“

Maik Bierwirth deutete den Vorgang in der Jungle World im Zusammenhang mit Horzons Konzept der „Neuen Wirklichkeit“, in der es darum gehe, „interessante Dinge zu tun, die keine Kunst sind“.

## Bücher
- Modern sein – Fit im Kopf ins 3. Jahrtausend. Vol. 2, www Verlag, Berlin 1999, ISBN 3-00-004475-2.
- Der dritte Weg. www Verlag, Berlin 2002, ISBN 3-00-009677-9.
- Das weisse Buch. Suhrkamp Nova, Berlin 2010, ISBN 978-3-518-46279-9.
- Das neue Buch. Suhrkamp Nova, Berlin 2020, ISBN 978-3-518-47094-7.

## Audio
- Kein Künstler, sondern Unternehmer/Designer: Rafael Horzon klagt gegen Wikipedia. 7.59 min Minuten, Deutschlandfunk Kultur, 29. Oktober 2019.